# シビウ市電
シビウ市電（ルーマニア語: Tramvaiul din Sibiu）は、ルーマニアの都市であるシビウに存在した路面電車。2011年までにシビウ側の路線は廃止されたが、シビウ郊外のラシナリへ向かう路線の一部については2018年に観光路線として復活している。2021年現在はラシナリ市による運営が行われている。

## 概要・歴史
シビウ市内に公共交通機関を導入する動きが始まったのはオーストリア＝ハンガリー帝国時代の1893年であった。当初はトロリーバスの導入が検討され、1904年から営業運転を開始したものの、雨天時にスリップが相次ぐなどの課題を多く残す結果となった。これを受け、より安定した走行が可能な路面電車の導入が決定し、1905年から営業運転が始まった。以降はシビウ市内を中心に路線網の延伸が継続して行われ、ルーマニアの都市となって以降もその流れは続いた。最後に延伸が実施されたのは1948年に開通した、シビウ郊外のラシナリへ向かう区間であったが、当初は架線の敷設が行われず、ディーゼルエンジンを搭載した付随車を連結し、エンジンで発電機を稼働させる形での運転が実施された。

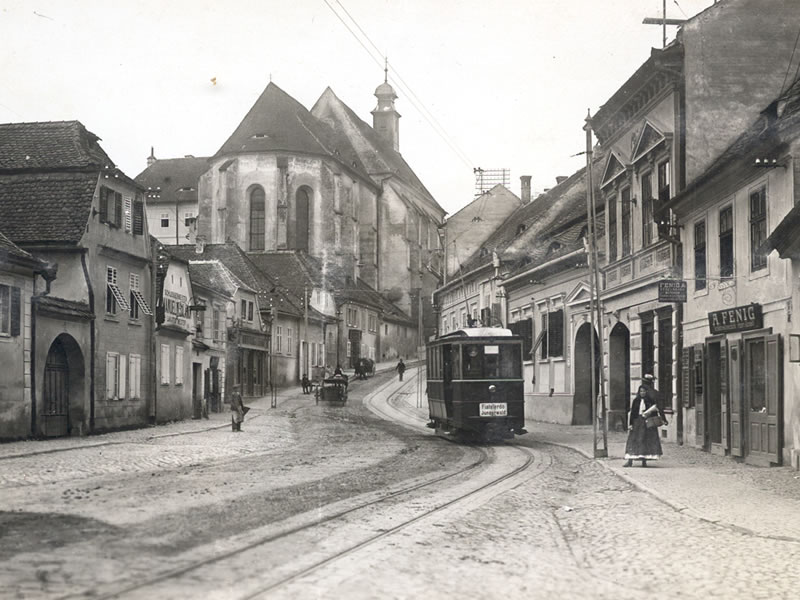
シビウ市内の路線
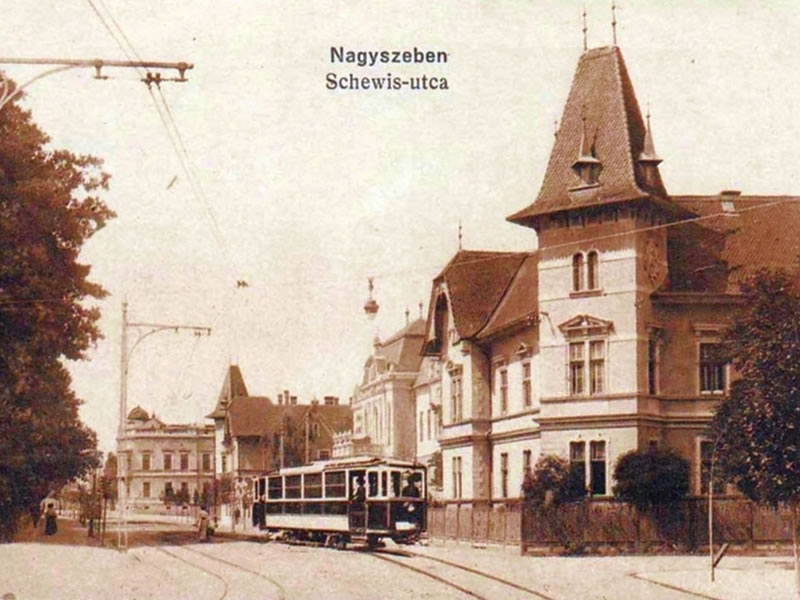
1920年代のシビウ市電

その後、1966年に路線の老朽化が深刻化した事を理由に一部路線が廃止され、更にシビウ市議会が路面電車の廃止を決定した事で、1969年から1972年にかけてシビウ市内の路線網は撤去された。ただし、シビウとラシナリを結ぶ全長11 kmの郊外路線のみはそれ以降も残存し、ルーマニアの民主化以降はスイスから譲渡された電車が主力車両として使用される事となった。だが、施設の老朽化が要因となり、2011年をもってシビウ市電の運行は休止した。
シビウ中心部からシビウ動物園（Grădina Zoologică din Sibiu）へ向かう区間については線路・施設の撤去が実施された一方、ラシナリ側の路線については2012年にシビウ市内で公共交通を運営するターシブ（S.C. Tursib S.A.）からラシナリ市へ運営権が移管された。これを受け、ラシナリ市では残された区間を再整備の上で復活させる計画を立て、2013年から2017年にかけて線路・施設の整備や後述する車両の譲受などが行われた。そして2018年1月12日、シビウ動物園 - ラシナリ間での列車の運行が復活した。
2021年現在は定期運用の他に団体・観光客向けの貸切運転にも対応しており、運賃は大人8レイ、子供4レイである一方、貸切運賃は500レイに設定されている。また、リクエストに応じて観光案内や地元の名産品の車内での試飲も可能である。

## 車両

### 現有車両
観光路線として復活して以降シビウ市電で使用されている車両は、オーストリアのシュターン・ハッファール旅客交通から譲渡された電車（26 111）である。元は1951年にスイスで製造され同国の私鉄で使用されていた車両で、シュタール・ハッファール旅客交通へ譲渡された後は同鉄道の鉄道線で使用されていたが、2010年代にグムンデン市内の路面電車（グムンデン市電）と一体化したトラムトレインへ整備された事を受けて余剰となり、2017年にラシナリ市が購入した経緯を持つ。設計最高速度は60 km/hだが、線形条件の都合から実際はそれよりも遅い速度で運行されている。

### 過去の車両
- V56（ドイツ語版） - ブカレストで製造された2軸車。1960年代初頭に導入され、1987年まで使用された[1]。
- ティミス2 - ルーマニアの標準型路面電車車両として各都市に導入された電車。シビウ市電には3両の電動車と2両の付随車が導入されたが、シビウ市電の軌道状態に対して車両の重量が過多であり、軌道の劣化が進行したことから早期に運用を離脱した[1][6]。
- スイス標準型路面電車（ドイツ語版） - ティミス2に代わり、1995年以降導入されたスイスのジュネーヴ（ジュネーヴ市電（フランス語版））からの譲渡車。2011年の定期運用終了まで4両が主力車両として用いられ、一部は2006年にレストランカーや車内で演劇が行われる移動劇場へと改造されていた[1][6][5]。

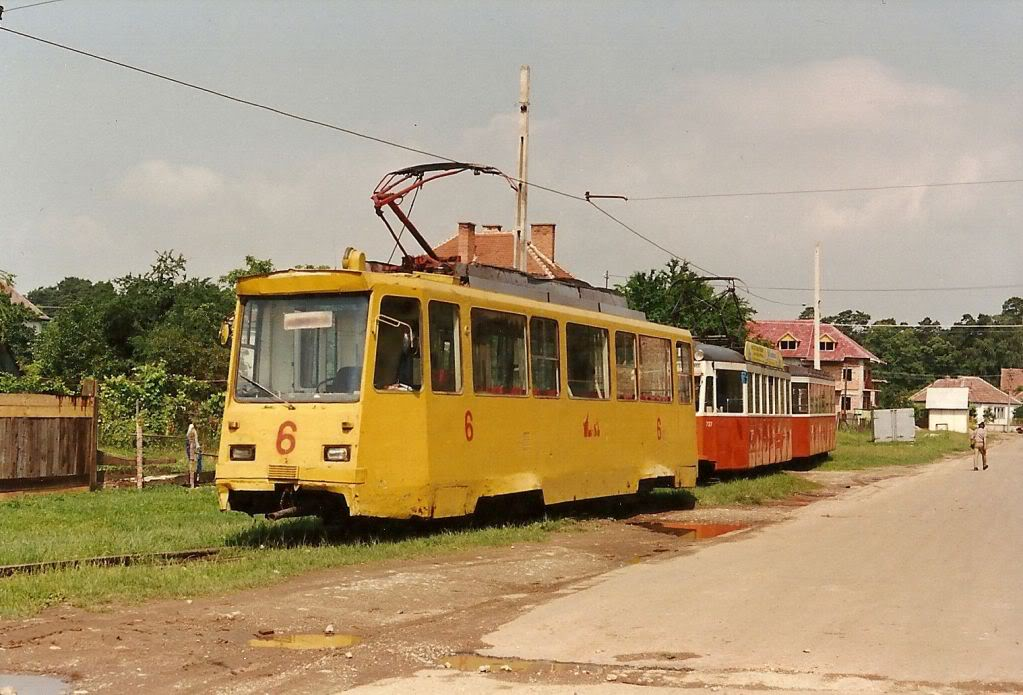
ティミス2（1994年撮影）
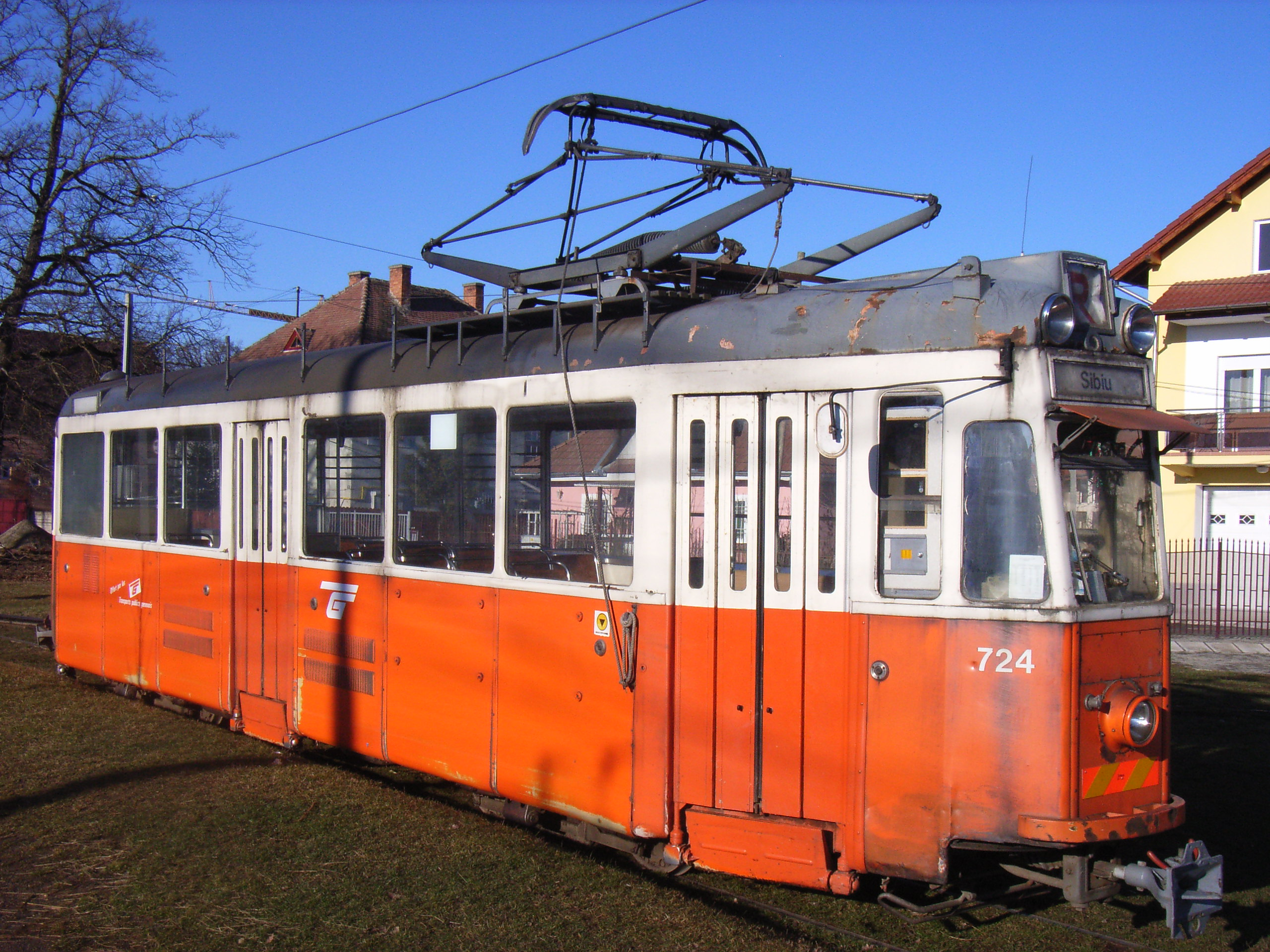
スイス標準型路面電車（2007年撮影）